# Urszulanka
Urszulanka [pronunciación en polaco: /urʂuˈlanka/] es un pueblo ubicado en el distrito administrativo de Gmina Dobiegniew, dentro del Condado de Strzelce-Drezdenko, Voivodato de Lubusz, en Polonia occidental.
Se encuentra aproximadamente a 2 kilómetros al noroeste de Dobiegniew, a 17 kilómetros al noreste de Strzelce Krajeńskie, y a 42 kilómetros al noreste de Gorzów Wielkopolski.